# Microrregión de Goioerê
La microrregión de Goioerê era una de las microrregiones del estado brasileño del Paraná, perteneciente a la mesorregión Centro Occidental Paranaense. Su población fue estimada en 2009 por el IBGE en 119.536 habitantes y estaba dividida en once municipios. Poseía un área total de 4.867,765 km².
En 2017 el IBGE extinguió las mesorregiones y microrregiones, creando un nuevo marco regional brasileño, con nuevas divisiones geográficas denominadas, respectivamente, regiones geográficas intermedias e inmediatas.

## Municipios
- Altamira do Paraná
- Boa Esperança
- Campina da Lagoa
- Goioerê
- Janiópolis
- Juranda
- Moreira Sales
- Nova Cantu
- Quarto Centenário
- Rancho Alegre d'Oeste
- Ubiratã